# لعبة الأشرار (فلم)
لعبة الأشرار هو فيلم جريمة مصري تم إنتاجه عام 1991، بطولة صلاح ذو الفقار وسمير صبري وآثار الحكيم، وإخراج هنري بركات.

## القصة
أحداث الفيلم تدور حول الأديب الشهير (رياض كامل) الذي يتزوج من الحسناء (كاميليا)، في الوقت الذي يتزوج فيه (عزمي) محامي (رياض) من (منار) سكرتيرة (رياض) علي الرغم من العلاقة القديمة بين (عزمي) و(كاميليا). تشك (منار) في تجدد العلاقة بين (عزمي) زوجها، و(كاميليا). تتمكن من تسجيل شريط لكاميليا، وهي تحث (عزمي) على قتل (منار) و(رياض)، وتخطط للإيقاع بـ(كاميليا) و(عزمي) في منزلها مع استدعاء (رياض) ليكشفهما. وبالفعل يكتشف (رياض) المؤامرة وتتوالي الأحداث.

## طاقم التمثيل

### الشخصيات الرئيسية
- صلاح ذو الفقار بدور (رياض كامل)
- سمير صبري بدور (عزمي)
- آثار الحكيم بدور (منار)
- صفاء السبع بدور (كاميليا)
- منيرفا بدور (وفاء)

### بالاشتراك مع
- عواطف عبد الفتاح
- زياد مكوك
- صلاح عزام
- فادي يزبك
- أحمد فؤاد الألفي